# Scooby-Doo! Cukierek albo psikus
Scooby-Doo! Cukierek albo psikus (ang. Trick or Treat Scooby-Doo!) – 40. film animowany i 35. pełnometrażowy film z serii Scooby Doo z roku 2022.

## Opis filmu
Brygada detektywów właśnie rozwiązała jedną ze swoich najtrudniejszych spraw! Scooby-Doo i jego kumple wytropili Coco Diablo, szefową znanego syndykatu przestępczości kostiumowej, w którym działali również Czarny Rycerz, Upiorny Kosmita i Duch Nurek. Wydawałoby się, że gdy Coco trafi do więzienia, Brygada będzie mogła wreszcie trochę odpocząć. Nic z tego! Groźne sobowtóry i odwieczni wrogowie pojawiają się w Coolsville. Czy Halloween się odbędzie? Cukierek albo psikus! Co wybierzesz?

## Wersja polska
Dystrybucja na terenie Polski: Galapagos Films

Wersja polska: Master Film

Reżyseria: Zbigniew Suszyński

Tłumaczenie i dialogi: Przemysław Rak

Dźwięk, montaż i zgranie: Sławomir Karolak

Kierownictwo produkcji: Agata Paszkowska

Wystąpili:
- Ryszard Olesiński – 
  - Scooby Doo,
  - Rudy
- Jacek Bończyk – 
  - Kudłaty,
  - Kędzierzawy
- Jacek Kopczyński – 
  - Fred,
  - Książę Nefario
- Beata Jankowska-Tzimas - 
  - Daphne,
  - Daisy
- Agata Gawrońska-Bauman – 
  - Velma,
  - Helga
- Julia Kołakowska-Bytner – Coco Diablo
- Tomasz Jarosz – Trevor Glume
- Dawid Dziarkowski – Szeryf
- Wojciech Chorąży – Naczelnik Collins
- Hanna Kinder-Kiss – Bibliotekarka
- Paweł Szczesny – Pan Wickles
- Elżbieta Futera-Jędrzejewska
- Damian Kulec
- Marta Dobecka

i inni
Lektor: Zbigniew Suszyński